# Football Club Villefranche Beaujolais
O Football Club Villefranche Beaujolais é um clube de futebol com sede em Villefranche-sur-Saône, França. A equipe compete no Championnat de France Amateur.

## História
O clube foi fundado em 1927.